# Egisto Pandolfini
Egisto Pandolfini (Lastra a Signa, 19 de fevereiro de 1926 – 29 de janeiro de 2019) foi um futebolista italiano que atuou como meia.

## Carreira
Egisto Pandolfini fez parte do elenco da Seleção Italiana de Futebol na Copa do Mundo de 1950, no Brasil, e na Copa de 54. Em Copas fez quatro partidas e dois gols.